# Nannostomus limatus
Nannostomus limatus är en fiskart som beskrevs av Weitzman, 1978. Nannostomus limatus ingår i släktet Nannostomus och familjen Lebiasinidae. Inga underarter finns listade i Catalogue of Life.